# 淀号劫机事件
淀號劫機事件（日语：よど号ハイジャック事件），是指1970年3月31日，日本共產主義者同盟赤軍派策劃的日本航空351號班機劫機事件，劫匪於劫機後4天成功流亡朝鲜後投降。

## 事件經過
1970年3月31日，经过内部讨论认为要在国外做好武装斗争的准备再重新登录日本的九名日本赤軍成員登上由東京飛往福岡的JL351號班機，7点33分赤军派成员手持仿制（在劫机者流亡到朝鲜后才被发现）的武士刀和炸弹等武器劫持了飞机，他们把男性乘客赶到一侧并用绳索捆绑了起来，同时冲进驾驶室控制了飞行员相原利夫，并命令机长石田真二和副机长江崎悌一将飞机开往平壤，在飞行中途机长成功说服劫机者将飞机停靠板付机场加油，8点59分飞抵板付机场，在停靠机场期间日本警察和自卫队曾尝试让飞机滞留机场，但以失败告终，最终机长以重新让飞机起飞为条件，成功让劫机者释放了部分人质。下午1点35分，包括机上的老弱病残共23名人质获救，1点59分，飞机再次起飞。
在从板付机场起飞后，淀号沿着朝鲜半岛东侧向北飞行，下午2点40分，航向向西变更。这时在飞机右侧出现了一架隐藏了国籍的战斗机（也有一说是韩国战斗机）。驾驶员示意机长降落后就飞走了，在之后不久飞机收到了“这里是平壤，进入导航”的无线电信号并指示调整波段为134.1兆赫，飞机在引导下向左回转飞到了所谓的“平壤国际机场”（实际上是金浦国际机场），韩国事先做了让士兵穿朝鲜军服还有树立“欢迎来到平壤”的指示牌一系列的准备工作来蒙蔽劫机者，但还是被发觉了异状。劫机者询问靠近飞机的士兵五年计划是什么？并要求拿出金日成的大幅照片，士兵无法提供，因此伪装被识破。于是劫机者要求立即起飞，但由于已经停止的引擎需要发动机辅助启动，韩国当局拒绝配合。
4月1日凌晨，日本运输政务次官山村新治郎抵达机场与劫机者谈判，副驾驶江崎悌一将劫机者的人数，位置，武器等情报写在纸杯上从舷窗丢下。由于掌握了具体情况，韩国当局决定派遣特种部队强攻但是被拒绝。日本政府通过苏联和国际红十字会向朝鲜求援，朝鲜政府表示“基于人道主义会放回所有人质”。
4月3日，山村新治郎将自己作为人质与剩余的乘客和空姐做交换，6点05分，飞机再次起飞，进入朝鲜领空，由于没有地图和天色太黑，机长只能通过肉眼判断出一条跑道，最终飞机降落在朝鲜战争时期曾经使用过的美林机场。
4月4日朝鲜同意将机体和人质送回日本，而劫机者则以进行必要的调查为由被扣留在朝鲜。飞机于次日上午返抵羽田机场。

## 涉事航機

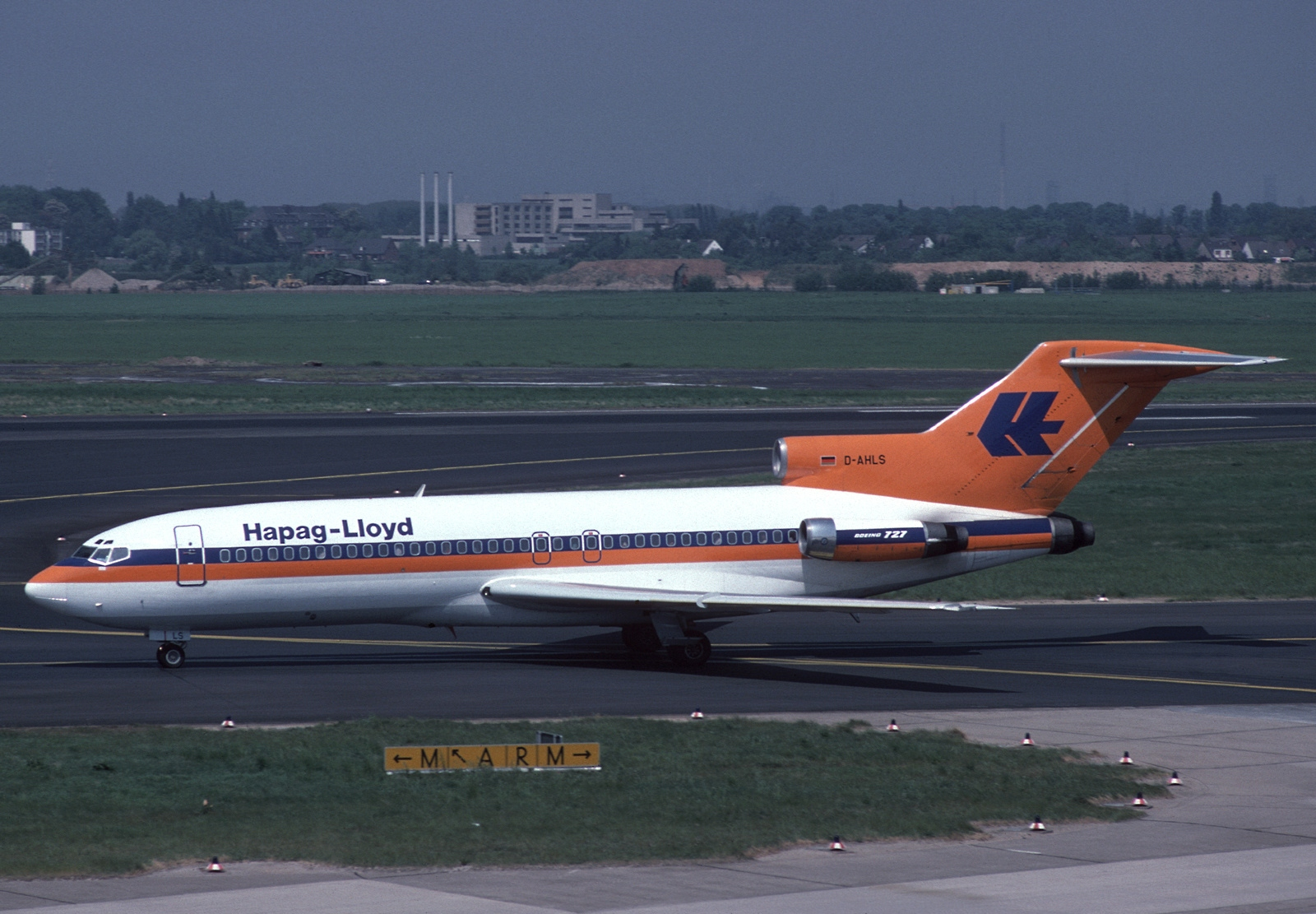
遭劫客機事後轉售赫伯羅特航空

遭劫持的JA8315號飛機於1966年製造，最初交付給日本國內航空（後來的日本佳速航空）。這架飛機的名稱來自近畿地方河流淀川，而日航其餘的波音727亦是以河流命名。1976年，JA8315轉售赫伯羅特航空（即今TUIfly），編號改為D-AHLS。

## 事后
1972年11月6日，与此次遭劫航班同号的JL351号班机（同样是波音727）再次遭到劫持，劫机犯企图将飞机劫至古巴。

## 各方态度
美国：美国将朝鲜给淀号劫机分子提供庇护的行为认为是支持恐怖活动，在朝鲜方改变态度后去除
 ：最开始将事件认为是“朝日问题”于是在这之后日本对其进行了多年的经济制裁，最终于2008年6月11到12日举行的朝日关系上认为这是日本人和日本的“日日问题”，因此日本解除了针对朝鲜的部分经济制裁措施
 日本：对劫机人员采取零容忍态度，并多次向朝鲜方面施压，在这之后还发起了对赤军派劫机分子的国际通缉令

## 劫机成员一览
- 田宫高麿（在朝鲜病死）
- 田中义三
- 鱼本宫博
- 吉田金太郎（在朝鲜病死）
- 冈本武（因沙土塌方死亡）
- 若林盛亮
- 赤木志郎
- 柴田泰弘

## 外部連結
- 警察庁 「よど号」ハイジャック事件」と「よど号」グループの動向 （页面存档备份，存于）
- 岐阜県：国際手配中の「よど号」グループメンバーについて （页面存档备份，存于）